# Qatar Tourism Authority
Qatar Tourism Authority (QTA) (in arabo  الهيئة العامة للسياحة‎?) è l'organismo governativo del Qatar principalmente responsabile della formulazione e della gestione di regole, normative e leggi riguardanti lo sviluppo e la promozione del turismo in Qatar. Questo ente si occupa di gestire le strutture e le attrazioni turistiche, ampliare e diversificare l'offerta turistica del Qatar, incrementare l'apporto del settore turistico nel PIL del paese oltre a contribuire alla crescita e allo sviluppo sociale futuri.
Il lavoro di QTA si attiene alle linee guida definite dalla Strategia del settore turistico nazionale del Qatar 2030 (QNTSS, Qatar National Tourism Sector Strategy), pubblicata a febbraio 2014 al fine di delineare un piano per lo sviluppo futuro del settore.

## Visto turistico per il Qatar
I visitatori che arrivano in Qatar con un volo aereo possono richiedere il visto turistico online. Per inviare una richiesta, i visitatori devono:
- Compilare un modulo online
- Caricare i documenti richiesti (scansione del passaporto e fotografie personali)
- Fornire informazioni sulla prenotazione del volo aereo
- Effettuare un pagamento online usando una carta di credito valid

I visitatori che arrivano in Qatar con Qatar Airways possono richiedere un visto turistico per il titolare della prenotazione e per tutti gli accompagnatori che viaggiano con la stessa prenotazione.

## Visto di transito in Qatar
I passeggeri di tutte le nazionalità che transitano in Qatar con Qatar Airways hanno diritto a un visto di transito gratuito valido per 96 ore. Si applicano tuttavia alcune condizioni, pertanto i visti vengono rilasciati esclusivamente a discrezione del Ministero degli Interni del Qatar.

## Visto per visitatori residenti nei paesi del Consiglio di cooperazione del Golfo
I residenti nei paesi appartenenti al Consiglio di cooperazione del Golfo (GCC, Gulf Cooperation Council) che occupano posizioni in ambiti professionali approvati e i relativi accompagnatori possono ottenere un visto per visitatori residenti nei paesi GCC all'arrivo in Qatar. Questo visto per un solo ingresso, del costo di QAR 100, ha una validità di 30 giorni ed è rinnovabile per altri tre mesi.